# Cecropia glaziovii
Cecropia glaziovii, também conhecido como embaúba-vermelha, é uma espécie do gênero Cecropia . 

## Taxonomia
A espécie foi descrita em 1923 por Emilie Snethlage. 

## Forma de vida
É uma espécie terrícola e arbórea. 

## Descrição
Espécie típica de encostas montanhosas do domínio da Mata Atlântica. A estípula terminal avermelhada e os ápices dos lobos foliares obtusos são características marcantes e que a diferenciam das espécies simpátricas do mesmo gênero. 
| Folha                                             | Folha                                     |
| ------------------------------------------------- | ----------------------------------------- |
| tricoma glandular na base do pecíolo              | presente                                  |
| estípula                                          | caduca                                    |
| número de nervuras da parte livre do lobo mediano | 10 à 12 pares/13 à 15 pares/16 à 19 pares |
| peciólulo                                         | ausente                                   |
| cor da estípula                                   | avermelhada                               |
| número de lobo                                    | 5 à 10/11 à 15                            |
| lobo mediano                                      | espatulada à obovado                      |
| lâmina                                            | cartácea/coriácea                         |
| face adaxial da lâmina                            | escabro                                   |
| estípula                                          | 8 à 16/17 à 25                            |
| Inflorescência                                    |                                           |
| inflorescência pistilada                          | 3 à 5/6 à 10                              |
| espata da inflorescência pistilada                | presente                                  |
| indumento das espata                              | glabra à pubescente                       |
| inflorescência                                    | pêndula                                   |

## Distribuição
A espécie é encontrada nos estados brasileiros de Bahia, Espírito Santo, Minas Gerais, Paraná, Rio de Janeiro, Rio Grande do Sul, Santa Catarina e São Paulo. 
Em termos ecológicos, é encontrada no domínio fitogeográfico de Mata Atlântica, em regiões com vegetação de floresta estacional semidecidual, floresta ombrófila pluvial e mata de araucária.